# إدوارد رادج
إدوارد رادج (1763-1846) (بالإنجليزية: Edward Rudge)‏ هو عالم نبات بريطاني.